# Сражение при Элтамс-Лендинг
Сражение при Элтамс-Лендинг (англ. Battle of Eltham's Landing) — одно из сражений кампании на Вирджинском полуострове во время Гражданской войны в США, состоявшееся 7 мая 1862 года в округе Нью-Кент, штат Виргиния. Федеральная дивизия Уильяма Франклина высадилась в Элтамс-Лендинг и была атакована двумя бригадами Густава Смита. Это произошло во время отступления армии конфедератов после сражения при Уильямсберге.

## Предыстория
Историк Кевин Дугерти писал, что одним из недостатков Макклеллана было отсутствие гибкости мышления. Составляя свои планы, он не продумывал варианты действий на тот случай, если события будут развиваться не по плану. Он должен был быть готов к отступлению Джонстона и сразу же — как только будут сданы форты Йорктауна и Глостера — ответить на это броском флота и армии вверх по реке Йорк. Но отступление противника оказалось для Макклеллана неожиданностью, поэтому он выделил для заброски в тыл только дивизию Франклина. Но и это было сделано с запозданием: Джонстон отступил 4 мая, а Франклин смог отбыть только утром 6 мая. Он был готов уже вечером 5 мая, но адмирал Голдсборо отказался отправлять транспорты ночью. В результате Франклин прибыл на участок десантирования только в полдень 6 мая, а высадка затянулась до утра 7 мая.
7 мая в 07:00 дивизия Франклина завершила высадку в Элтамс-Лэндинг — местечке, расположенном через реку от Вест-Пойнта. Если бы это было сделано 5 мая, он успел бы перерезать главную дорогу в Бэрхамсвилле, который находился в двух милях от берега и в 18 милях от Уильямсберга и тем перекрыть Джонстону пути отступления. Но Франклин только занял плацдарм и развернул пикетную цепь. Он решил подождать, пока подойдут остальные дивизии — Портера, Седжвика и Ричардсона.
Люди Франклина десантировались при помощи лодок и 120-метровых плавучих причалов, сделанных из понтонов, лодок и просто бревен, которые позволяли выгружать артиллерию. Высадка продолжалась ночью при факелах. Пикеты южан сделали по противнику всего несколько отдельных выстрелов с прилегающих обрывов. Высадка закончилась в 22:00.

## Сражение
Джонстон приказал генералу Густаву Смиту прикрыть дорогу на Бэрхамсвилль, и Смит выделил для этого дивизию Уайтинга и легион Хэмптона. 7 мая Франклин разместил бригаду Джона Ньютона в лесу, на флангах участка десантирования, а в тылу поместил части ещё двух бригад — Генри Слокама и Филипа Керни. Стрелки Ньютона были отброшены Техасской бригадой Джона Худа, которого справа поддержал Хэмптон. Худ опасался жертв от «дружественного огня» в густом лесу, поэтому приказал наступать с незаряженными ружьями. Неожиданно они оказались всего в 15 шагах от федеральных пикетов и, как писал Худ, «вражеский капрал навел свой мушкет прямо на меня, стоящего прямо перед своей линией». К счастью для Худа, рядовой Джон Дил из 4-го техасского нарушил приказ и имел при себе заряженную винтовку. Он первым успел выстрелить в федерального капрала. Федералы отступили из леса на равнину у берега, под прикрытие корабельных пушек. Уайтинг открыл артиллерийский огонь по кораблям, но дистанция была слишком велика и около 14:00 он прекратил стрельбу. Южане отошли. Федеральные части вернулись в лес, но дальше наступать не стали.

## Последствия
Таким образом, операция по окружению армии Джонстона сорвалась и причиной тому была в основном медлительность Франклина. Уже после войны, в письме 1884 года, он объяснил Макклеллану, что причиной его задержки была плохая погода, а также необходимость грузить на корабли артиллерию, что потребовало больших временных затрат. Франклин потерял в этом сражении более 194 человек. Согласно по некоторым данным, он потерял по меньшей мере 186 человек, тогда как общие потери Конфедерации составили около 48 человек. Франклин сказал Макклелану: «Я могу поздравить себя с тем, что мы удержали свою позицию». Сражение было в целом безрезультативным, но Франклин все же упустил возможность перерезать противнику пути отступления. Джонстона вполне удовлетворил исход боя. Он в шутку спросил Худа: «Что бы сделали ваш техасцы, сэр, если бы я приказал им атаковать?» Худ ответил: «Полагаю, генерал, они бы сбросили противника в реку и попробовали бы доплыть до кораблей и захватить их».

## Комментарии
1. ↑  Известно также как Сражение при Бэрхамсвилле (англ. Battle of Barhamsville) и Сражение при Вест-Пойнт (англ. Battle of West Point).
2. ↑  Этот пехотная бригада, известная также как «Бригада Худа» (англ. Hood's Brigade).